# Olga Kaniskina
Olga Nikolajevna Kaniskina (ryska: Олъга Николаевна Каниськина), född 19 januari 1985, Mordvinien, Ryska SSR, Sovjetunionen är en rysk friidrottare (gångare). Hon tävlar främst på distansen 20 kilometer gång.

## Karriär
Kaniskinas första seniormästerskap var EM 2006 i Göteborg där hon slutade tvåa slagen av vitryskan Ryta Turava. Vid VM 2007 i Osaka lyckades Kaniskina bättre och hon vann guldet.
Under 2008 lyckades hon sätta ett nytt personligt rekord på 20 km gång, 1:25.11 vilket är den bästa tid någon har gjort på sträckan, emellertid räknas det inte som ett nytt världsrekord på distansen eftersom IAAF inte hade kontrollpersonal på plats. Samma år deltog hon vid Olympiska sommarspelen 2008 i Peking där hon blev olympisk mästare på distansen.
Hon deltog vid VM 2009 i Berlin där hon försvarade sitt VM-guld då hon vann på tiden 1.28.09.
Den 20 januari 2015 blev Kaniskina avstängd i tre år och två månader med start från den 15 oktober 2012 samtidigt som flertalet av hennes resultat ogiltigförklarades.